# Jurriaen Aernoutsz

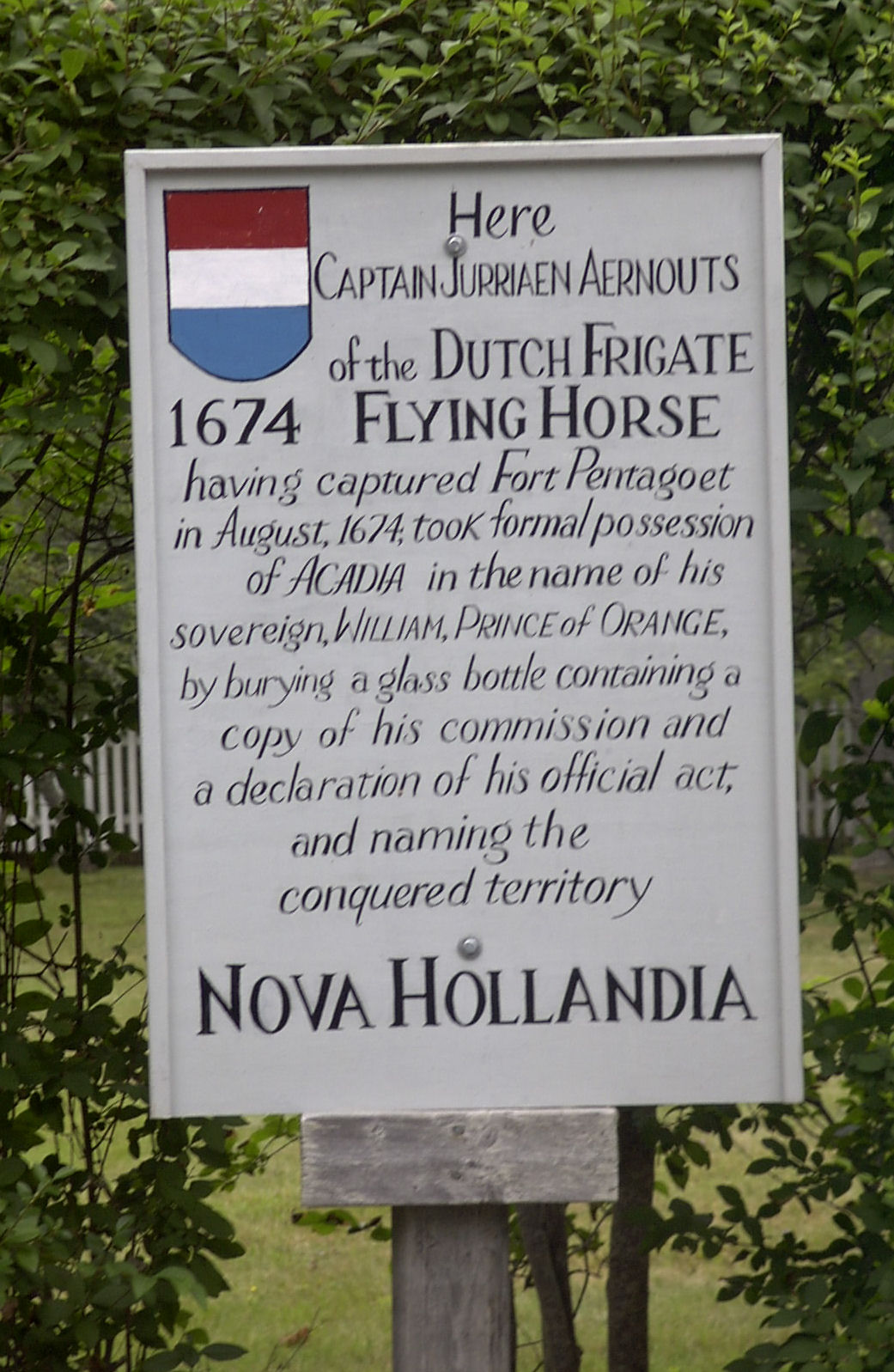
Ein Hinweisschild in Castine, das den historischen Besitzanspruch von Jurriaen Aernoutsz auf das Gebiet von Akadien anzeigt.

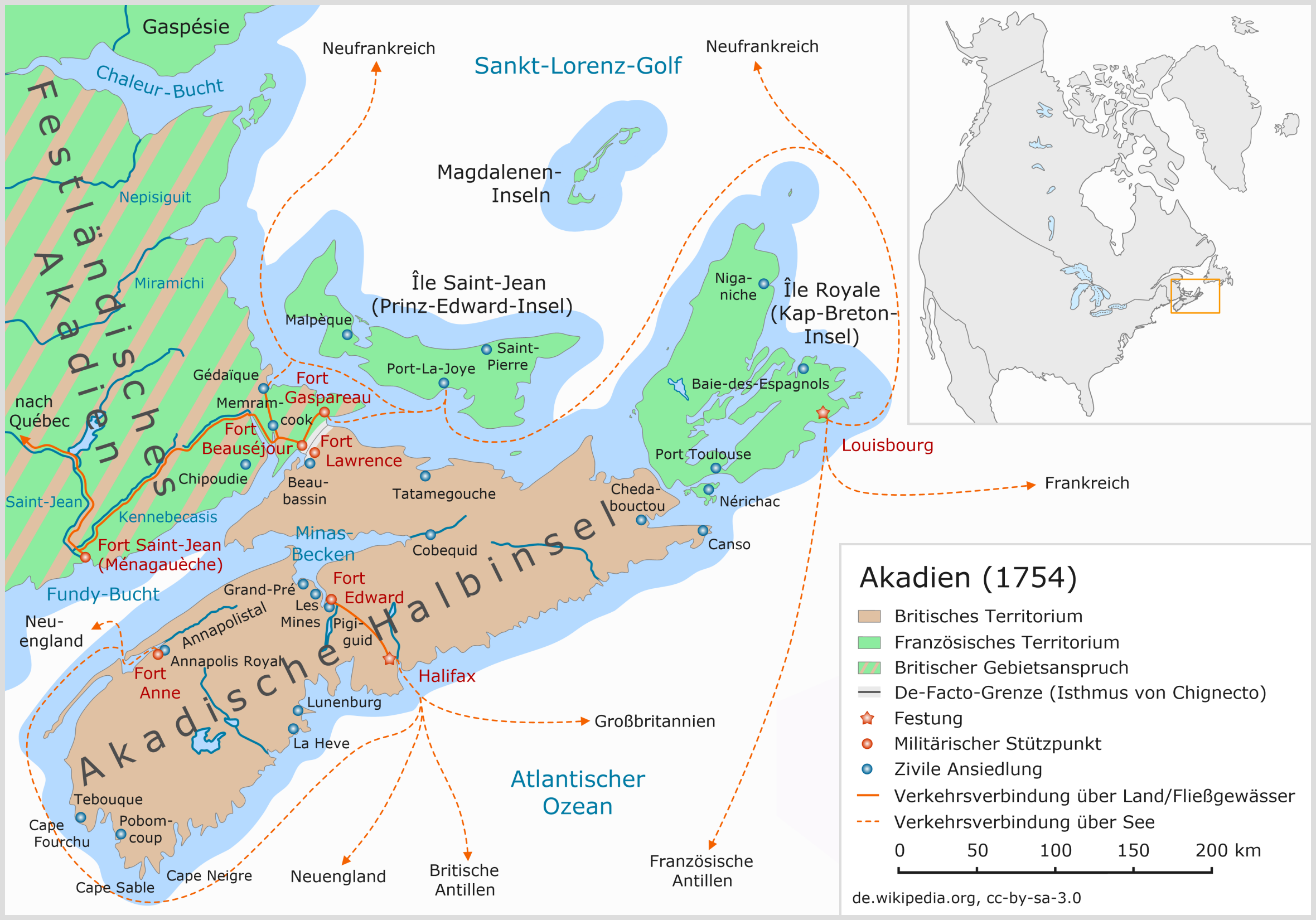
Akadien um 1754

Jurriaen Aernoutsz, auch Aernoutson oder Arentson, war ein niederländischer kolonialer Schiffskapitän, der 1674 Fort Pentagouet in der französischen Kolonie Akadien eroberte und das Gebiet für die niederländische Krone in Besitz nahm.

## Leben
Außer seinem kurzzeitigen Engagement in Akadien ist über das Leben von Aernoutsz sehr wenig bekannt. Im Verlauf des Dritten Englisch-Niederländischen Kriegs war er Kapitän der Fregatte Flying Horse, die in Curaçao in Westindien stationiert war. Nach der Vertreibung der Niederländer aus Neuamsterdam hatte Aernoutsz den Auftrag vom Gouverneur von Curaçao bekommen, englische und französische Schiffe im Nordatlantik anzugreifen. Auf dem Weg nach New York erreichte ihn 1673 die Nachricht vom Vertrag von Westminster, in dem England und die Niederlande Frieden geschlossen hatten. Der Krieg gegen Frankreich war allerdings nicht beendet. In New York traf Aernoutsz mit John Rhoades zusammen, der die französische Kolonie Akadien kannte und sich ihm als Führer anbot. Am 10. August 1674 erreichte die Flying Horse Fort Pentagouet am Penobscot River, das vom Gouverneur von Akadien, Jaques de Chambly, und etwa 30 Mann gehalten wurde. Die Niederländer eroberten das Fort innerhalb von zwei Stunden. Der verwundete Chambly wurde gefangen genommen und das Fort zerstört. Danach segelte Aernoutsz ostwärts in die Bay of Fundy, plünderte die französischen Posten an der Westküste und eroberte schließlich Fort Jemseg am Saint John River.
Aernoutsz nannte das eroberte Gebiet Nieuw Holland und nahm es für die niederländische Krone in Besitz. Sein Aufenthalt in Akadien dauerte nur einen Monat und im September 1674 fuhr er zurück nach Boston. Hier verkaufte er die aus den Plünderungen stammende Beute, darunter die Kanonen von Fort Pentagouet an die Regierung von Massachusetts. Auch die gefangenen Franzosen, sowie John Rhoades und einige Angehörige der niederländischen Firma blieben in Boston zurück, während sich Aernoutsz im Oktober 1674 auf den Rückweg nach Curaçao machte, um niederländische Siedler anzuwerben. In der Zwischenzeit kehrten John Rhoades und die in Boston gebliebenen Niederländer nach Akadien zurück, um den Besitzanspruch zu festigen. Sie kaperten Schiffe aus Neuengland, die mit den Abenaki Handel treiben wollten. Massachusetts betrachtete Rhoades und seine Leute demzufolge als Piraten, die allesamt aus der Kolonie entlassen und verbannt wurden. Die Franzosen konnten Akadien unbehelligt wieder in Besitz nehmen, während die niederländische Regierung erfolglos in Whitehall protestierte. Diese hatte 1676 Cornelius Van Steenwyk formell als Gouverneur eingesetzt, der jedoch nie sein Amt antrat. Das Gebiet blieb unter französischer Kontrolle, obwohl die Niederländer bis zum Ende des Krieges ihren Besitzanspruch aufrechterhielten. Im Vertrag von Nimwegen verzichteten sie 1678 schließlich auf Akadien.
Über das weitere Leben von Jurriaen Aernoutsz ist nichts bekannt.